# Weißenbach am Lech

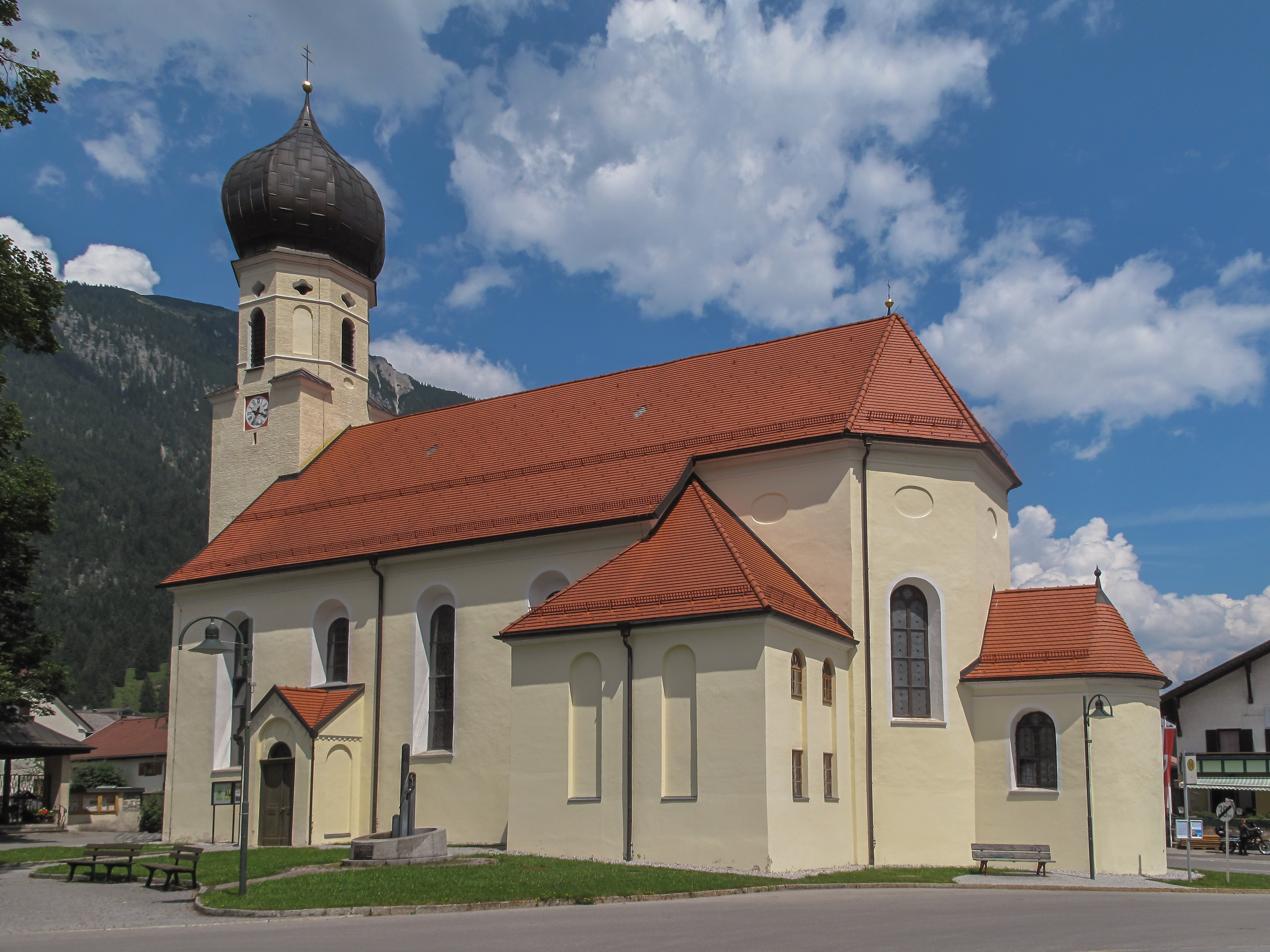
Weissenbach am Lech, kerk: katholische Pfarrkirche heilige Sebastian

Weißenbach am Lech is een gemeente in de Außerfern, in het district Reutte in de Oostenrijkse deelstaat Tirol.
Het langgerekte dorp Weißenbach ligt aan de uitmonding van het Tannheimer Tal in het Lechtal, aan de voet van de Gaichtpas. Hier monden de rivieren Weißenbach (uit het Tannheimer Tal) en de Rotlech in de Lech. Grafvondsten uit de Romeinse tijd langs de voormalige Via Decia van Reutte naar Bregenz bewijzen dat Weißenbach al in vroegere tijden van betekenis was. Het dorp werd in 1200 voor het eerst vermeld. Langs Weißenbach voerde in de middeleeuwen de zoutstraat vanuit Hall in Tirol over de Gaichtpas het Tannheimer Tal in en verder naar het gebied rondom het Bodenmeer. De buurtschap Gaicht, die ook tot de gemeente Weißenbach am Lech hoort, ligt aan de ingang van het Tannheimer Tal.
Door de nabijheid van Reutte (op slechts tien kilometer afstand) is het aantal inwoners van de gemeente in de loop der jaren sterk gegroeid. In het dorp zijn ook enkele industriebedrijven gevestigd.